# 心房
心房（atrium）旧称䆝，是心脏中从静脉接收血液并将其泵入心室的一種心腔。心臟分心房與心室，分別負責接收静脉血的流入与打出动脉血。
左心房可根据胚胎来源被分为左心耳和左心房窦。右心房分为由原始心房演变而来的固有心房和原始静脉窦右角发展而来的腔静脉窦。在右心房房间隔的右侧面中下部可见卵圆窝（fossa ovalis），是上述卵圆孔闭合的遗迹。

## 血液流經程序
心脏内的腔隙心房和心室则是有一定安排的。血液首先从心外器官流入心房，再流入心室。经心脏收缩后，血液会自心室被推到动脉中去。右心房有上下腔静脉通入。而肺动脉干则由右心室发出。四支肺静脉通入左心房。

## 各種動物的心房
有的動物，心臟的心室與心房數量不一樣。從左右各兩心室與心房的高等動物如人類到一心房一心室的比較低等動物不等。
能区分出心房心室的心脏中，心房总是位于心室的背侧或前端。实行单一循环的心脏基本上是对称的，但其余更高等動物的心脏则是明显不对称。肺鱼目和有尾目动物的心房已开始部分分隔。
两栖动物的心脏有两心房和一个心室，这也是两栖动物的特征之一。右心房接受体循环的静脉血，左心房则接受肺循环中的静脉血。两者共同流到心室中。但大部分的含氧量低的血液会在心室右方，准备进入体循环。其离心血中，头部和脑部的血液是含氧量高的血液。而射进动脉弓的血液则是混合血。而蛙类体表皮肤毛细血管具有气体交换功能，能够部分补偿体内氧气。其起搏主要是由静脉突起负责的。
爬行动物的心室开始分为左右两边，房间隔完善，但室间隔有室间孔（鳄鱼除外）。一般认为，其静脉窦已经并入右心房，执行起搏作用。
鸟类的心脏具有完善的两心房两心室。但尚不如哺乳类动物的完善。两者的静脉窦都和右房壁融合，（鸟类的还留有些许痕迹）形成日后的窦房结和静脉瓣。还有，鸟类的主动脉弓是向右的，而哺乳类的则是向左行的。